# イーゴリ・モルグロフ

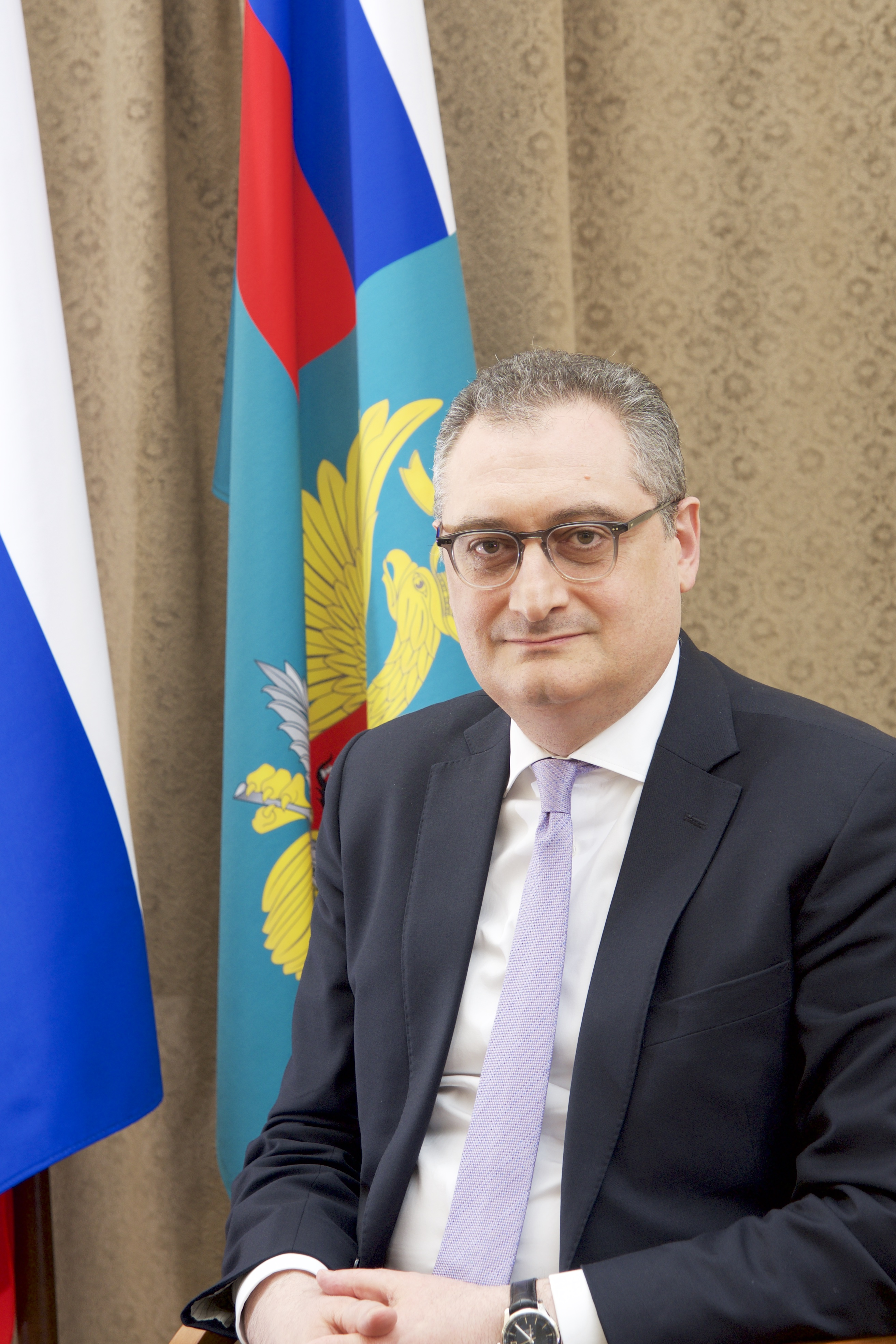

イーゴリ・ウラジーミロヴィチ・モルグロフ（ロシア語: Игорь Владимирович Mоргулов、ラテン文字転写の例：Igori Vladimirovich Morgulov、1961年5月4日 − ）は、ロシアの外交官。ロシア連邦外務次官。

## 経歴・人物
1983年モスクワ大学アジア・アフリカ学部を卒業する。1991年外務省に入省する。外務省本省の他、日本、アメリカ、中国などの在外公館に勤務した。2006年から2009年まで、駐在中国大使館公使参事官。2009年から2011年までロシア連邦外務省第一アジア局（部）長。2011年12月からロシア連邦外務次官。 
中国語と英語に堪能。私生活では、夫人との間に二子がいる。
2015年9月2日、インタファクス通信に対し、日本との北方領土問題に関する対話は行わない考えを示した。日露間の平和条約締結に関する交渉を継続する用意はあるものの、領土問題については「70年前に解決済みだ」と述べた。
2018年、日本の森健良外務審議官との日露次官級協議などにあたった。その後、日露平和条約交渉の実務担当者として、大統領特別代表に指名される。